# South African Police Service Special Task Force
 (novembre 2016).
Si vous disposez d'ouvrages ou d'articles de référence ou si vous connaissez des sites web de qualité traitant du thème abordé ici, merci de compléter l'article en donnant les références utiles à sa vérifiabilité et en les liant à la section « Notes et références ».
La South African Police Service Special Task Force (SAP STF) est une unité sud africaine de contre-terrorisme et de libération d'otages, créée en 1976. Elle dépend de la Police sud-africaine (South African Police Service, S.A.P.S.).

## Histoire

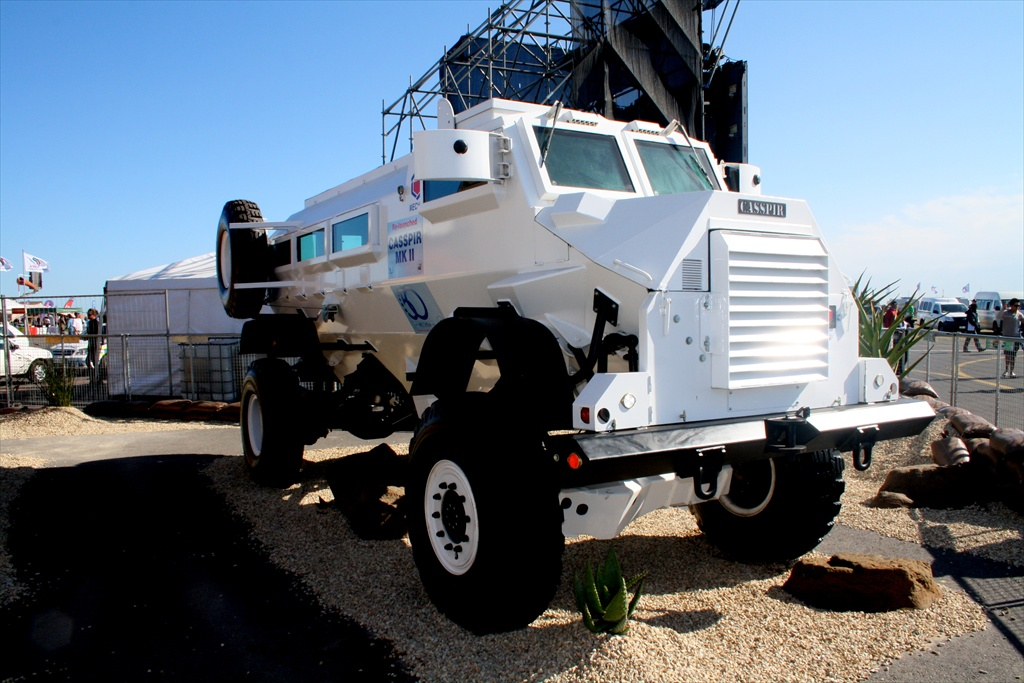
Un Casspir MK2

Le 28 avril 1975, une prise d'otage a lieu au consulat israélien de Johannesbourg (connue sous le nom du siège de Fox Street) a duré 16h et provoqué la mort de 2 otages et 2 témoins. Cet évenement sanglant a mis la lumière sur l'incapacité d'intervention de la Police sud-africaine dans des situations de prise d'otages et la nécessité d'une nouvelle unité de forces spéciales en Afrique du Sud.
Le 1er février 1976, le géneral Mike Geldenhuys, chef de la Security Branch (South Africa) (en)à l'époque, autorise officiellement la création de la SAP STF.

## Équipement
La SAP STF utilise une large variété d'armes et d'équipement.
Pistolets
1. HK USP et Compact.

Pistolets mitrailleurs
1. HK MP5

Fusils d'assaut
1. Vektor R4 et R5
2. FN FAL/FALO

Fusils de précision
1. McMillan Tac-50
2. Série L96 - Arctic Warfare et dérivés

Fusils de chasse
1. Beretta RS200/RS202

Mitrailleuses
1. FN MAG

Lance-grenades
1. MGL-MK1

Grenades
1. M26 (grenade)
2. Grenades fumigènes et incapacitantes (flashbangs).

Autre équipement
1. Jumelles de vision nocturne
2. Drones de reconnaissance sans pilote
3. Équipement de déminage et désamorçage d'EEI

Véhicules
1. Casspir
2. RG-31 Nyala
3. Iveco RG 12